# Eva Vortex
Eva Vortex é uma atriz pornográfica transexual. Nascida na África, é de origem etíope, grega e italiana.
Foi a Porn Artist of the Year de 2007 no UK Erotic Awards.